# Максим Минчев
Максим Христов Минчев е български журналист, генерален директор на Българска телеграфна агенция (БТА). Членува в Съюза на българските журналисти (СБЖ), Съюза на българските писатели (СБП) и Международната организация на журналистите (МОЖ).

## Биография
Максим Минчев е роден на 5 юни 1953 г. в София, Народна република България. През 1972 – 1976 г. следва в Лвовското висше военно-политическо училище, където завършва специалност „Журналистика“, с квалификация  „Военен журналист с висше образование“. През 1983 – 1986 г. учи във Военната академия „Георги С. Раковски“, София, като завършва специалност „Военнополитическа, общовойскова“. През 1993 – 1996 г. е стипендиант на НАТО, към щаб-квартирата на НАТО в Брюксел.
От 1991 г. е член на Управителния съвет и пресдиректор на Атлантическия клуб в България, членува и в УС на Евроатлантическата асоциация за международна политика и сигурност.

### Професионална кариера
От 2003 г. е генерален директор на Българска телеграфна агенция (БТА). През 2016 г. става генерален секретар на NAWC (Световен съвет на информационните агенции). През 2016 г. става президент на EANA (Асоциация на информационните агенции от Балканите и Югоизточна Европа) и BSANNA (Асоциация на информационните агенции от Черноморския регион).

## Смърт
Максим Минчев умира на 67 години на 15 ноември 2020 г.